# نادي التحدي للسيدات (السودان)

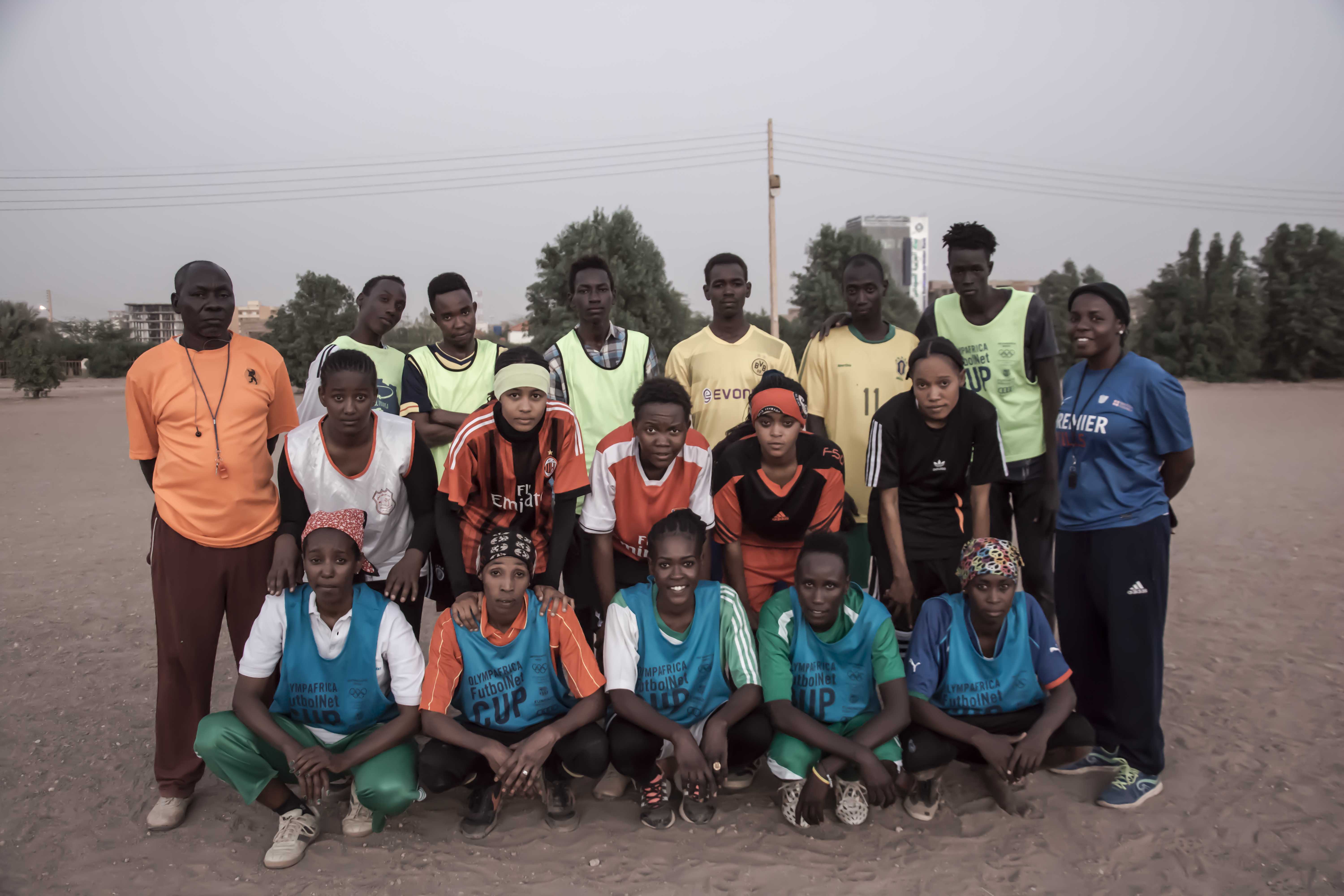
لاعبات فريق التحدي عام 2018

فريق التحدي النسوي لكرة القدم هو نادِ كرة قدم سوداني من الخرطوم تأسس عام 2001، ويلعب في الدوري السوداني للسيدات. يعتبر التحدي أول فريق كرة قدم نسائي في السودان.

## التأسيس

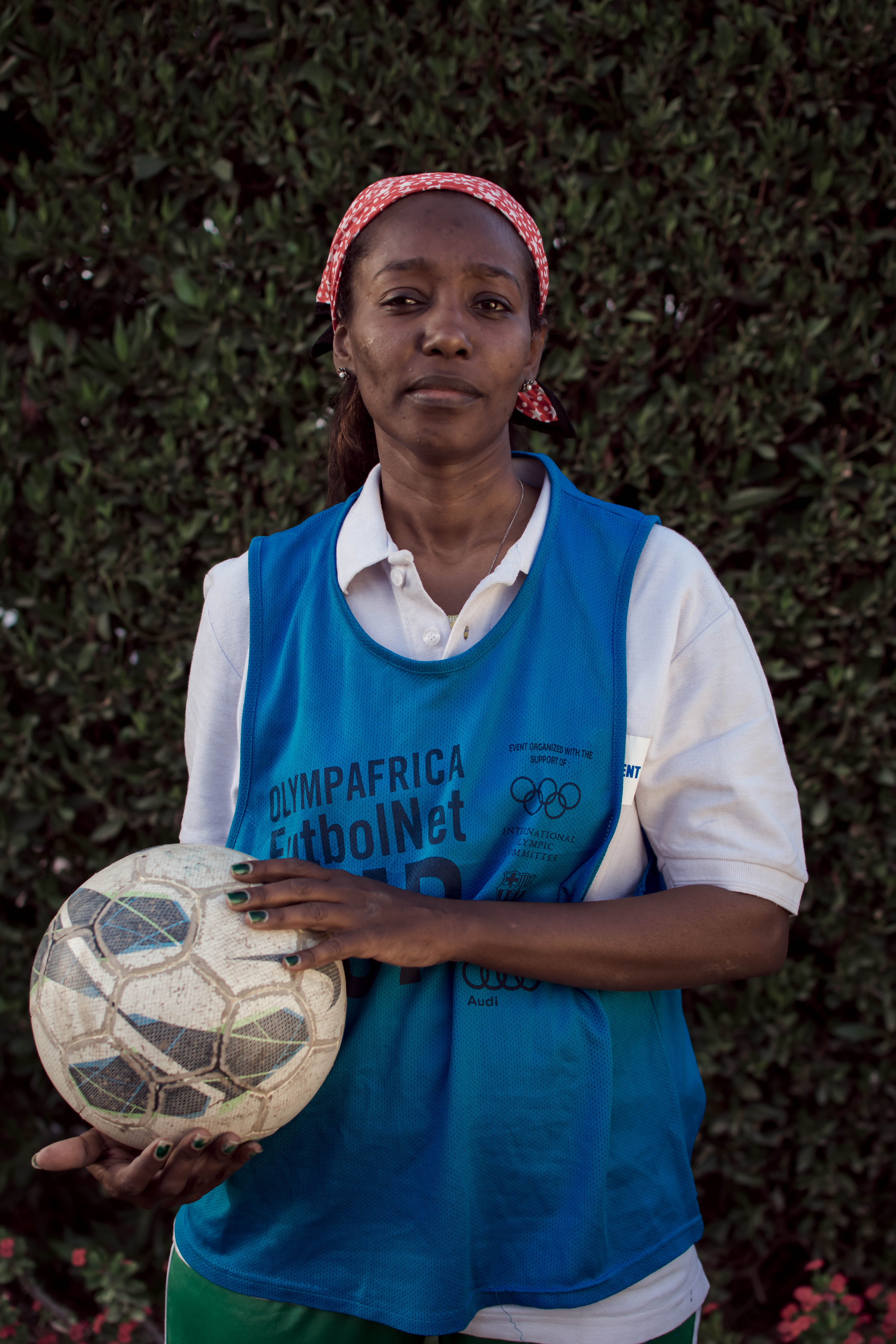
لاعبة كرة قدم سودانية

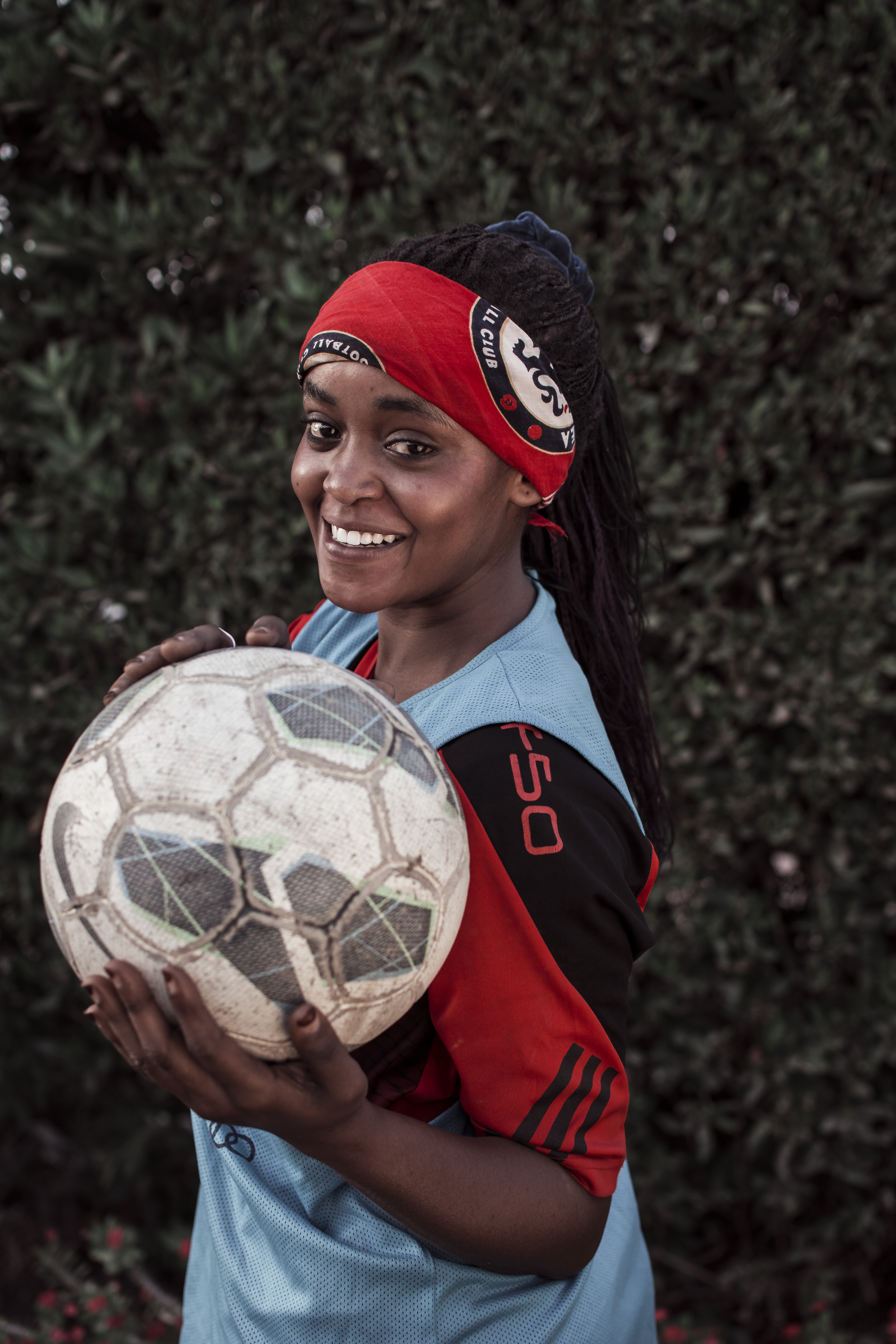
لاعبة كرة قدم سودانية

تأسس في مايو 2001 بقيادة المدرب (جوزيف كوبس) في النادي الأولمبي السوداني، وفي بداياته ضم لاعبات من كرة السلة وكرة اليد  وكان ملعبه عند التأسيس بكلية كمبوني بالخرطوم
تمكن في عام 2010 من الحصول على مقر دائم للتدريب في مساحة صغيرة عبارة عن ميدان ترابي بالحديقة الدولية. وانتقل في العام 2011 إلى الملعب الخاص بالإتحاد النسائي لكرة القدم، وكانت النية بأن يدعم الاتحادُ الفريقَ بالتدريب والمعدات ولكن لم يقدم الاتحاد للفريق أي شيء مماإضطرهن لمغادرة المكان.
واجه الفريق كثير من العقبات والمصاعب وكانت تلك من العادات والتقاليد ومعتقدات وثقافات المجتمع السوداني، إضافة لعدم وجود اهتمام من الجهات المختصة. و ووفر الفريق إحتياجاته من خلال جمع اشتراكات من العضوية، لذلك يفتقر الفريق للمعدات الرياضية والميدان المهيئة.

## قائدة الفريق
المدربة سارة إدوارد، حصلت على رخصة تدريب أفريقية في كرة القدم من أثيوبيا في العام 2011م، ثم حصلت على الرخصة B عام 2013، ثم في العام 2016 حصلت على الرخصة A لتصبح بذلك أول مدربة سودانية تحصل على هذه الرخصة.

## نشاطاته ومشاركاته
شارك في عدد من المباريات داخل السودان مع فرق نسائية أخرى.
شارك في أكتوبر 2019 مع 20 فريق آخر في أول دوري لكرة القدم النسائية في السودان بإستاد الخرطوم.